# تمایز آبی-سبز در زبان

ایدهٔ «سبز» در زبان‌های مدرن اروپایی به رنگی که بین ۵۲۰–۵۷۰ نانومتر است اشاره دارد ولی بسازی از زبان‌های تاریخی و غیراروپایی انتخاب‌های دیگری وجود دارد برای نمونه داشتن عبارتی برای ۴۵۰–۵۳۰ نانومتر («آبی/سبز») و عبارتی دیگر برای ۵۳۰–۵۹۰ نانومتر («سبز/زرد»)

در بسیاری از زبان‌ها برای رنگ‌هایی که در فارسی «آبی» و «سبز» توصیف می‌شوند از یک واژه استفاده می‌شود. برای توصیف این شکاف معنایی، زبان‌شناسان کلمهٔ تکواژ چندوجهی grue ایجاد شده از green و blue را استفاده می‌کنند که نلسن گودمن آن را (با معنی متفاوت) در کتابش در ۱۹۵۵ اختراع کرده‌است.
این وضعیت با توجه به کمیابی رنگ آبی در طبیعت چندان عجیب نیست. تقریباً هیچ حیوان آبی‌رنگی وجود ندارد. چشم‌های آبی‌رنگ نادر هستند و بیشتر گل‌های آبی هم پرورشی هستند. با این حال حتی در شعرهای باستانی و متون مذهبی که مرتب به آسمان اشاره دارند نیز از واژه‌ای که بتوان آن را آبی دانست استفاده نشده‌است. یک محقق برای بررسی این موضوع هیچگاه به دخترش نگفت که آسمان آبی است و بعداً وقتی از او رنگ آسمان را پرسید. او ابتدا آن را بدون رنگ، سپس سفید و سپس آبی توصیف کرد. این نشان می‌دهد که آبی دانستن آسمان نیز به پیش‌فرض‌های زبانی ما بستگی دارد.

## تاریخچه
در بیشتر زبان‌های کهن واژه‌ای وجود نداشته که مترادف رنگ آبی باشد و در بسیاری از زبان‌های امروزین هم از یک واژه برای اشاره به رنگ سبز و آبی استفاده می‌شود. ویلیام گلدستون دانشمند و سیاستمدار بریتانیایی از اولین افرادی بود که در سال ۱۸۵۸ به تحقیق در مورد این زمینه پرداخت. وی با بررسی اودیسه و دیگر متن‌های یونانی باستان متوجه شد که هیچ چیزی با رنگ آبی توصیف نشده و گویا اصلاً برای یونانی‌ها با وجود زبان و ادبیات بسیار غنی خود رنگ وجود نداشته‌است. لازاروس گیگر زبان‌شناس آلمانی تحقیق گلدستون را پی گرفت و متوجه شد که این وضعیت در فرهنگ‌های دیگر هم صادق است. او حماسه‌های ایسلندی، قرآن، داستان‌های باستانی چینی و نسخه‌های عبری کتاب مقدس را مطالعه کرد و نتیجه گرفت که هیچ رنگ آبی - به معنایی که ما اکنون آن را می‌شناسیم - وجود نداشته‌است و آبی از سبز و سایه‌های تیره‌تر قابل تشخیص نبوده‌است.

## آبی و سبز در فارسی
در زبان فارسی برای رنگ آبی علاوه بر خود آبی (به معنای رنگ آب) از واژگانی همچون نیلی (از رنگ نیل)، فیروزه (از سنگ فیروزه)، لاجوردی (از لاجورد)، نیلوفری (از نیلوفر آبی) و کبود استفاده می‌شود. واژه سبز نیز می‌تواند به معنی «سبز»، «سیاه» یا «تاریک» باشد؛ بنابراین، در شعر فارسی، زنان دارای پوست تیره به عنوان سبزه مورد توجه قرار می‌گیرند، همان‌طور که در عباراتی مانند سبز گندم‌گون یا سبز ملیح توصیف می‌شوند.
در ادبیات کلاسیک ایران هم برای توصیف رنگ آسمان و دریا معمولاً از کلمه خضرا/سبز استفاده می‌شد. مثلاً: ناصر خسرو می‌گوید: «ای قبه گردندهٔ بی‌روزن خضرا» یا مولانا می‌سراید: «آن ببین که بحر خضرا را شکافت» یا حافظ: «مزرع سبز فلک دیدم و داس مه نو». در برخی اشعار نیز به همرنگی آسمان و سنگ زبرجد/زمرد که سبزرنگ است اشاره شده؛ مثل حافظ: «بر این رواق زبرجد» یا «بر قبه طارم زبرجد». فیروزه‌ای و کبود/ازرق نیز دیگر واژه‌هایی هستند که با بسامد کمتری برای اشاره به رنگ آسمان استفاده شده‌اند. واژه «آبی» در فارسی قدیم به معنای «میوه به» بوده و تا قبل از نهضت بازگشت هیچوقت از این کلمه در معنای رنگ استفاده نشده نبود. علت این موضوع آن است که انسان‌ها در طول تاریخ کم‌کم با رنگ‌های مختلف آشنا شده‌اند و در ابتدا فقط رنگ‌های معدودی را می‌شناخته‌اند. با توجه به سیر آشنایی بشر با تنوع رنگ‌ها، ایرانیان نیز در گذشته نسبت به امروز رنگ‌های کمتری را می‌شناختند و در دورهٔ کلاسیک هنوز رنگ‌های سبز و آبی را از هم تفکیک نکرده بودند. از آنجا که چگونگی نام‌گذاری رنگ‌ها در زبان، بر چگونگی ادراک رنگ‌ها تأثیر می‌گذارد، برخی فارسی زبانان در غیاب رنگ‌واژهٔ مستقلی که بر تمام زیرمجموعه‌های رنگ آبی دلالت کند، این رنگ‌ها را از خانوادهٔ رنگ سبز به‌شمار می‌آورده‌اند. به همین دلیل در این که آسمان را هم فیروزه‌ای و نیلی و لاجوردی بنامند و هم سبز و زمردی و زبرجدگون، هیچ تناقضی احساس نمی‌کرده‌اند.

## در زبان‌های آسیای شرقی
در برخی از زبان‌های شرق آسیا هنوز هم آبی و سبز با یک کلمه نامیده می‌شوند یا برای توصیف رنگی که ما سبز می‌نامیم از واژه آبی استفاده می‌کنند (یا برعکس). مثلاً ویتنامی‌ها رنگ آسمان و برگ درختان را xanh می‌نامند. در ژاپن midori به معنای سبز و ao به معنای آبی است. اما اکثر ژاپنی‌ها رنگ چراغ راهنمایی را ao توصیف می‌کنند. در حالیکه چراغ راهنمایی در ژاپن دقیقاً به همان رنگ نقاط دیگر دنیاست. در تایلندی هم کلمه khiaw به معنی سبز است اما دریا و آسمان هم با همین رنگ توصیف می‌شود. در زبان کره‌ای و چینی باستان هم وضع مشابه است.